# 一瞬のまばたきみたいに消えてしまう僕らはきらめき
『一瞬のまばたきみたいに消えてしまう僕らはきらめき』（いっしゅんのまばたきみたいにきえてしまうぼくらはきらめき）は、榊いずみ通算9枚目のオリジナル・アルバム。
2011年7月18日にFamily Tree Recordsから発売された。規格品番はFTR-CD001。

## 解説
- 榊いずみでは2枚目、橘いずみ名義を含めると通算9枚目。『Family Tree』以来約4年ぶり。オリジナル・アルバム。
- ジャケットデザインは村手景子。撮影はスズキアサコによるもの。

## 収録曲
| #         | タイトル                 | 作詞      | 作曲             | 時間  |
| --------- | ------------------------ | --------- | ---------------- | ----- |
| 1.        | 「プラズマ」             | 榊いずみ  | 榊いずみ         | 4:02  |
| 2.        | 「Swimmer」              | 榊いずみ  | 榊いずみ         | 4:25  |
| 3.        | 「目の前のドアを開けろ」 | 榊いずみ  | 榊いずみ・佐藤亙 | 5:02  |
| 4.        | 「まばたき」             | 榊いずみ  | 榊いずみ         | 3:44  |
| 5.        | 「七色のクレヨン」       | 榊いずみ  | 榊いずみ         | 4:25  |
| 6.        | 「Wonderful Life」       | 榊いずみ  | 榊いずみ         | 4:40  |
| 7.        | 「歌え！君の歌を」       | 榊いずみ  | 榊いずみ         | 3:26  |
| 8.        | 「バースデイキャンドル」 | 榊いずみ  | 榊いずみ         | 5:16  |
| 9.        | 「Maria」                | 榊いずみ  | 榊いずみ         | 3:41  |
| 10.       | 「ただの一日」           | 榊いずみ  | 榊いずみ・佐藤亙 | 5:42  |
| 11.       | 「まんまる」             | 榊いずみ  | 榊いずみ         | 6:23  |
| 合計時間: | 合計時間:                | 合計時間: | 合計時間:        | 50:46 |

## 楽曲解説
- Wonderful Life
映画『ぼくのおばあちゃん』主題歌
- バースデイキャンドル
映画『ぼくのおばあちゃん』サウンドトラックに収録された楽曲に歌詞をつけている。
収録されている虫の声はレコーディングが行われた八ヶ岳星と虹レコーディングスタジオで、エンジニアとしても参加している佐藤ワタルが深夜に録音したもの。
- Maria
映画『トマトのしずく』主題歌

## ミュージシャン
| プラズマ - 榊いずみ：Acoustic Guitar,Vocals - 佐藤ワタル：Guitars,Harp,Chorus - 隅倉弘至：Bass,Chorus - 末藤健二：Drums,Percussion,Chorus Swimmer - 榊いずみ：Acoustic Guitar,Vocals - 佐藤ワタル：Guitars,Chorus - 隅倉弘至：Bass,CR-78,Chorus - 末藤健二：Drums,Chorus - 剣道girls(青木恵順、湯澤里香)：あいのてChorus - 篠原篤：Chorus - 浅田圭一：Chorus - 榊英雄：Chorus 目の前のドアを開けろ - 榊いずみ：Acoustic Guitars,Vocal - 佐藤ワタル：Guitars,Keyboards,Glockenspiel - 金戸覚：Bass - クハラカズユキ：Drums まばたき - 榊いずみ：Vocals - 佐藤ワタル : Guitars,Keyboards,Glockenspiel,Percussion,Chorus - 隅倉弘至：Bass - 末藤健二：Drums - 牛山玲名：Strings - 菊池幹代：Strings - 伊藤彩：Strings - 田草川亮太：Strings 七色のクレヨン - 榊いずみ：Drums,Vocals - 佐藤ワタル：Guitar - 隅倉弘至：Bass - 末藤健二：Drums Wonderful Life - 榊いずみ：Vocals - 佐藤ワタル：Guitars,Keyboards,Glockenspiel,Andes25f,Percussion,Chorus - 隅倉弘至：Bass,Chorus - 末藤健二：Drums,Chorus - 牛山玲名：Strings,Chorus - 菊池幹代：Strings,Chorus - 伊藤彩：Strings,Chorus - 田草川亮太：Strings,Chorus - 青木恵順：Chorus - 榊英雄：Chorus | 歌え！君の歌を - 榊いずみ：Acoustic Guitar,Vocals - 佐藤ワタル：Electric Guitar,Keyboards,Bass - 大橋エリ：Marimba,Percussion バースデイキャンドル - 榊いずみ：Acoustic Guitar,Vocal - 佐藤ワタル：Guitars,Rhodes Piano Maria - 榊いずみ : Vocals - 佐藤ワタル：Guitars,Piano,Bass,Percussion - 田草川亮太：Cello - 小寺真由：Violin ただの一日 - 榊いずみ：Vocals - 佐藤ワタル：Guitars,Keyboards,Pianica,Triangle＆Suzu,Chorus - 金戸覚：Wood Bass - クハラカズユキ：Drums,Tambourine,Shaker まんまる - 榊いずみ：Acoustic Guitar,Vocals - 佐藤ワタル：Guitars,Chorus - 隅倉弘至：Bass - 末藤健二：Drums |